# Oneiroid-Syndrom
Oneiroide sind komplexe Träume, bei denen der Erlebende sich als wach empfindet und die er auch im Nachhinein nicht vom Wachzustand unterscheiden kann. Von Oneiroiden spricht man, wenn Personen bei unauffälligem neurophysiologischem Befund tage- oder wochenlang nicht ansprechbar sind.

## Etymologie
Das Wort Oneiroid kommt von dem griechischen Wort oneiros, das ‚Traum‘ bedeutet. Die Endsilbe -id ändert die Bedeutung des Wortes zu „wie ein Traum“ oder „etwas Traumähnliches“. Der Begriff ist 1924 von Wilhelm Mayer-Gross, einem Heidelberger Psychopathologen, in die deutschsprachige Psychiatrie eingeführt worden.

## Beschreibung
Der Betroffene nimmt während des oneiroiden Erlebens im wachen Zustand nicht die Außenwelt, sondern ein Traumgeschehen wahr, an dem er aktiv oder passiv teilnimmt und das für ihn in seiner Geschlossenheit den Charakter einer „anderen Welt“ bekommt. Er nimmt das eigene Ich nahezu normal wahr, ist überwach, kann sich ungewöhnlich deutlich und genau daran erinnern, kann das Erlebnis aber meist nicht steuern. Die Bilder der Oneiroide haben intensive Farben.
Meist sind die erlebten Szenen bedrohlich und gehen überwiegend mit negativen, oft angstvollen Gefühlen einher. Die drei dominierenden Themen sind dabei: Gefangener zu sein, etwas Falsches getan zu haben, um die Gefangenschaft zu rechtfertigen, und das Thema Tod. Immer wieder scheint auch traumhaft verkleidet die eigene Biographie durch. Dabei werden oft dramatische Erinnerungen, die aber mit der Realität keinen Zusammenhang besitzen, berichtet.
- „In einem ersten noch auf der Intensivstation stattfindenden Gespräch wurde deutlich, dass V.S. so gut wie keine Erinnerung an die konkreten Geschehnisse auf der Intensivstation während der Beatmungszeit besaß. Stattdessen schilderte er, immer wieder von heftigem Weinen unterbrochen, großenteils dramatische Ereignisfolgen, die im Modus unbezweifelbarer Erlebniswirklichkeit erfahren wurden. Er betonte mehrfach, dass die geschilderten Erfahrungen nicht dem üblichen Traumerleben vergleichbar seien. Ungeachtet der Dramatik der Erfahrungen habe er alles wie sonst im Alltag erlebt. V.S. erzählte, er habe miterlebt, wie ihm freundschaftlich verbundene Nachbarn von vagabundierenden Soldaten in ihrem eigenen Haus erschossen worden seien. Erst seine Frau kann ihn bei einem Besuch davon überzeugen, dass diese Nachbarn noch leben und alles ein schrecklicher Alptraum war.“[4]
- Eine andere Erkrankte glaubte, den Tod des Sohnes erlebt zu haben, und begrüßte ihn, als er sie im Krankenhaus besuchte, mit ungläubigem Erstaunen: „Du lebst ja noch!“[4]

Aufgrund der Realitätsnähe der Erlebnisse dauert es einige Zeit, bis die Betroffenen sich von der Irrealität der Erlebnisse überzeugen lassen.

## Ursachen und Häufigkeit
Als Oneiroide werden die beschriebenen traumartigen Erlebnisse bezeichnet, wenn sie bei gesundem Gehirn auftreten und dazu führen, dass Erkrankte tagelang nicht ansprechbar sind.
Sie kommen beispielsweise bei Menschen vor, die an Polyradikulitis (Guillain-Barré-Syndrom) erkranken. Dabei handelt es sich um eine fortschreitende Lähmung. Bei intaktem Gehirn und damit bei vollem Bewusstsein lebt der Kranke in einem (fast) vollständig gelähmten Körper. Wenn die Lähmung schließlich auch die Atmung erfasst, so dass die Betroffenen künstlich beatmet werden müssen und nicht mehr sprechen können, verlieren sie ihre letzte verbliebene Möglichkeit, zu ihrer Umwelt Kontakt aufzunehmen. So korreliert bei der Polyradikulitis Guillain-Barré das vermehrte Träumen mit der Schwere der Deprivation infolge fortgeschrittener Tetraparese, künstlicher Beatmung und multipler Hirnnervenbeteiligung. Dementsprechend kommt es beim ausgeprägten Guillain-Barré-Syndrom in bis zu 95 % der Fälle zu einem oneiroidalen Erleben.
Zu den oneiroidverursachenden Krankheiten zählen daneben komatöse Zustände, Locked-in-Syndrom (beispielsweise bei einer Hirnstammischämie), traumatische, postoperative und Wochenbett-Psychosen, schwere Verbrennungen, Hungerzustände, Enzephalitiden, Poliomyelitiden, Hirnverletzungen und Langzeitbeatmungen.
Nach einer Studie erlebten 25 von 68 Patienten (also 37 %), die infolge eines schweren Traumas tagelang bewusstlos bzw. im Koma waren, typische Oneiroide. In einer weiteren Untersuchung hatten 24 (96 %) von 25 langzeitbeatmeten Patienten Oneiroide. Mit größerer Lebensbedrohlichkeit der Erkrankung kommt es zu einer Zunahme der Häufigkeit der Oneiroide.
Wenn schwer vom Oneiroid-Syndrom betroffene Menschen danach gefragt werden, was ihre beeindruckendsten Erlebnisse auf der Intensivstation waren, sind das in 44 % der Fälle ihre Träume – also die Oneiroide. Das Pflegepersonal wird in 16 %, die Entlassung in 4 %, der erste Besuch der Familie in 4 % und die Mitpatienten in 4 % der Fälle genannt.